# IC 418
IC 418 ist ein galaktischer planetarischer Nebel im Sternbild Hase nahe dem Himmelsäquator.
Seine Entfernung wird auf ungefähr 4.500 Lichtjahre geschätzt, seine Ausdehnung beträgt ca. 0,3 Lichtjahre.
IC 418 wird auch Spirographnebel genannt wegen seiner Ähnlichkeit mit den Mustern, die das gleichnamige geometrische Spielzeug erzeugt. Dieses Phänomen ist derzeit noch nicht verstanden. Man vermutet jedoch einen Zusammenhang mit den chaotischen Winden, welche vom Zentralgestirn des Nebels ausgehen. Bei diesem handelt es sich um einen veränderlichen Stern, dessen Helligkeit sich innerhalb nur weniger Stunden unvorhersehbar ändert.
Untersuchungen zeigen, dass das jetzige Zentralgestirn vor einigen Millionen Jahren ein Stern ähnlich unserer Sonne war. Vor nur wenigen tausend Jahren ging der nukleare Brennstoff zur Neige und der Stern entwickelte sich zu einem Roten Riesen, welcher schließlich ausbrannte und seine äußere Hülle abstieß. Zurück blieb ein Weißer Zwerg, dessen ultraviolettes Licht die Atome des umgebenden Nebels anregt und ihn so zum Leuchten bringt.
Das Objekt wurde von der US-amerikanischen Astronomin Williamina Fleming am 26. März 1891 entdeckt.

## Visuelle Beobachtung
Der Spirographnebel ist bereits in einem kleinen Fernrohr um 60 mm Öffnung als stellar erscheinendes Objekt erkennbar. Wählt man ein größeres Instrument ab ca. 6″ Öffnung, ist dieser planetarische Nebel bereits ein sehr auffälliges Objekt: Ein sehr heller Zentralstern wird von einem strukturlosen, nur leicht elliptischen Nebel umgeben, der nach außen recht scharf begrenzt wird.
Der Nebel ist relativ einfach aufzufinden, wenn man die Mitte der beiden „Füße“ des Orion Saiph (Kappa Orionis) und Rigel anpeilt und sich von dort knapp 4° südlich bewegt. Er befindet sich dann etwa 2½° östlich einer hellen Sterngruppe im Sternbild Hase.